# Willy Van Huyse
Willy Van Huyse (Roeselare, 1911 – Oostende, 1993) was een Belgisch beeldhouwer.
Van Huyse kreeg zijn opleiding aan de academies van Roeselare en Gent (bij Geo Verbanck). Hij vestigde zich in 1950 in Oostende en was de lesgever verbonden aan de Stedelijke Kunstacademie in Oostende (1951-1979). Enkele van zijn leerlingen waren de kunstschilderes-grafica Denise Verstappen (1933-2002) en Julien Hermans (1933).
Zijn beeldhouwwerken bestaan voornamelijk uit symbolische vrouwenfiguren, koppen en portretten in een stijl die aanleunt tegen het animisme. Zijn Beethovenbuste staat tentoongesteld in het Beethoven-Haus in Bonn.

## Verzamelingen
- Oostende, Mu.ZEE (Kunstmuseum aan Zee)
- Beethoven Haus, Bonn